# Clare Hunt
Clare Josephine Hunt (* 12. März 1999 in Grenfell, New South Wales) ist eine australische Fußballspielerin.

## Karriere

### Vereine
Vom Canberra Croatia FC wechselte sie im Oktober 2016 in die Mannschaft von Canberra United. Im Februar 2018 verließ sie den Klub dann in unbekannte Richtung. Erst im Juli 2020 beginnt dann beim Sydney Uni SFC ihre nächste bekannte Karrierestation, von dort kehrt sie dann im Oktober des Jahres auch wieder zu Canberra United zurück, kommt für diese aber nur noch einmal zum Einsatz. Seit September 2021 steht sie bei den Western Sydney Wanderers unter Vertrag. Dort machte sie im Dezember 2021 dann auch ihr Debüt im ersten Ligaspiel gegen Wellington Phoenix.

### Nationalmannschaft
Ihr bekanntes Debüt für die australische Nationalmannschaft gab sie am 16. Februar 2023 bei einem 4:0-Sieg über Tschechien beim FFA Cup of Nations, wo sie zur zweiten Halbzeit für Aivi Luik eingewechselt wurde. Auch bei zwei weiteren Spielen in dem Turnier, sowie noch zwei weiteren Freundschaftsspielen im April wurde sie eingesetzt.
Am 3. Juli 2023 wurde sie für die WM-Endrunde in ihrer Heimat nominiert, kam in jedem der sieben Spiele ihres Teams zum Einsatz, verpasste dabei keine Minute und wurde mit ihrer Mannschaft nach einer 0:2-Niederlage gegen die Schwedinnen im Spiel um Platz 3 Vierte.
Am 28. Oktober 2024 erzielte sie mit ihrem ersten Länderspieltor das Tor zum 2:1-Sieg gegen Deutschland.